# Desperation (boek)
Desperation is een boek van de Amerikaanse schrijver Stephen King, dat in 1996 uitkwam. De inspiratie voor het boek deed King op tijdens een motortrip door de V.S. waarin hij het plaatsje Ruth, Nevada aan de U.S. 50 aandeed. Het plaatsje was uitgestorven en King baseerde zijn verhaal op de assumptie dat alle inwoners inderdaad dood waren. Een andere inspiratie was een incident in de nabijgelegen mijn waarin een aantal Chinese mijnwerkers na een instorting opgesloten raakten en de mijnbouwcorporatie geen redding op touw wilde zetten omdat ze dit te riskant vonden.
Er bestaat een link met zijn werk De Regelaars, dat in hetzelfde jaar uitkwam onder zijn pseudoniem Richard Bachman en dat dezelfde antagonist en protagonisten bevat.
Het werk is verfilmd in 2006; zie Desperation (film).

## Het verhaal
In 1859 brak een groep Chinese mijnwerkers in de goudmijn van Desperation, Nevada, door in een grot vol bizarre beelden, bezaaid met kleine beeldjes van woestijndieren. In het centrum bevond zich een put waaruit damp kringelde. De mijnwerkers die de beeldjes aanraakten of door de damp bevangen raakten, raakten bezeten en gingen zich vreemd gedragen. Twee Chinese broers ontsnapten wonder boven wonder aan de waanzin en lieten de mijngang opzettelijk instorten om het kwaad tot staan te brengen. Nadien raakten de broers toch bezeten en gingen zich vreemd gedragen, waarop ze werden geëxecuteerd. De mijnbouwcorporatie deed het ongeluk af als een verzakking, waarbij besloten werd om geen reddingsactie op touw te zetten. Dat was te riskant en 'het waren toch maar Chinezen'. Jaren nadien wordt er nog steeds gedolven, nu naar koper in plaats van goud, en in dagbouw in plaats van in een gesloten mijn. Op een dag breekt men door naar de oude 'Chinese' mijngang...
Enkele dagen nadien worden verschillende personen van de US Highway 50 gehaald door een agent genaamd Collie Entragian, en onder verschillende voorwendselen in de gevangenis opgesloten. De man gedraagt zich vreemd en gewelddadig, lijkt woestijndieren te kunnen commanderen, maar is tegelijkertijd onderhevig aan een aftakelingsproces: hij begint uit alle lichaamsopeningen en zelfs uit zijn huid te bloeden. Entragians gevangenen zijn de familie Carver die met vakantie was, de schrijver Johnny Marinville die een motortrip maakte om inspiratie op te doen, de lokale dierenarts Tom Billingsley, en Mary Jackson, wier man Peter evenals de 6-jarige Kirsten Carver zonder blikken of blozen door hem zijn vermoord. Entragian neemt Ellen Carver met hem mee naar de mijn en laat een coyote achter bij de gevangenen. De 11-jarige David Carver krijgt echter instructies van God, en met Zijn hulp weet hij de groep te doen ontsnappen en de coyote te doden. Ze verschuilen zich in de oude bioscoop.
Ondertussen ontvangt Steve Ames, de assistent van Marinville die hem per truck was nagereisd en daar liftster Cynthia Smith heeft opgepikt, een wanhopig telefoontje, dat door de slechte ontvangst niet goed doorkomt. Het is voldoende om hem ertoe te brengen in Desperation op onderzoek uit te gaan. Daar treft hij slechts lijken aan, omringd door schorpioenen, slangen, giftige spinnen, ratten en ander ongedierte. Verder merkt hij kleine stenen beeldjes op, die een verderfelijke waanzinnige invloed uitoefenen. De terugweg blijkt geblokkeerd en Steve en Cynthia sluiten zich bij de groep in de oude bioscoop aan, na nog een andere overlevende te hebben opgepikt: de geologe Audrey Wyler.
De schuldige van deze situatie is niet Collie Entragian, maar een boze demon uit een andere wereld, Tak. De grot in de Chinese groeve was een 'ini', portaal naar zijn wereld, waar hijzelf weliswaar niet door kon, maar wel zijn essentie, die bezit van mensen kan nemen die zo onvoorzichtig zijn te dichtbij te komen. Maar de geest van Tak put lichamen uit, waardoor hij snel van lichaam moet verwisselen voordat het oude lichaam aan de aftakeling bezwijkt. Collie Entragian was zodoende zijn derde lichaam, en omdat Entragian aan het bezwijken was, heeft hij Ellen Carver meegenomen en bezit van haar lichaam genomen. Tak kan woestijndieren commanderen, en heeft in Desperation zowel zelfstandig als via deze dieren een ware slachting aangericht. Bovendien kan hij mensen beïnvloeden via de stenen beeldjes, de can tah. Tak beseft het bestaan van een andere machtig wezen in deze wereld, God. Hoewel hij God niet hoog aanslaat, is hij toch beducht voor David die zo'n nauw contact met Hem heeft. Bovendien is Tak woedend als hij ontdekt dat de gevangenen, die hij hield om een voorraad nieuwe lichamen achter de hand te hebben, zijn ontsnapt. Via de woestijndieren ontdekt hij dat ze in de bioscoop zijn.
David merkt ineens dat God dringend met hem wil spreken, en raakt in een trance, waarin hij het Land der Doden betreedt. God legt hier in de gedaante van een jongere Johnny David uit hoe Tak in de wereld is gekomen, en dat het de taak van hem en zijn metgezellen is om met hem af te rekenen.
Inmiddels stuurt Tak een lynx op naar de bioscoop, die Tom Billingsley doodt. Ondertussen probeert Audrey Wyler de in zijn trance weerloze David te wurgen, want ze is bezeten door de can tah. Steve Ames redt David en op het moment dat Audreys can tah uit haar handen worden geslagen, desintegreert haar lichaam. Tak, hoewel teleurgesteld dat David nog leeft, maakt van de afleiding gebruik om Mary te ontvoeren. Ellens lichaam begint namelijk nu al af te takelen omdat haar gezondheid zo slecht was, dus hij heeft snel een nieuw lichaam nodig. Bovendien realiseert Tak zich dat God een stuk machtiger is dan hij dacht en wellicht zelfs de gebeurtenissen heeft gemanipuleerd waardoor Tak nou juist de voor hem meest gevaarlijke personen van de weg haalde en naar Desperation bracht. Daarom laat hij de barrières verwijderen zodat deze lastposten snel weggaan, maar de groep heeft al op aandringen van David besloten om met de demon af te rekenen. Bovendien kunnen ze Mary niet achterlaten.
Mary is inmiddels in een loods opgesloten en bewaakt door giftige dieren, maar weet te ontsnappen wanneer ze zich realiseert dat de dieren haar niets kunnen doen omdat dat haar lichaam voor Tak waardeloos zou maken. Wanneer Tak zich dit realiseert, probeert hij haar te achtervolgen. Het lukt hem bijna Mary in te halen, maar dan begeven de krachten van Ellens lichaam het en zakt hij in een bloederige hoop ineen. Terwijl Mary ontsnapt en zich weer bij de groep voegt, roept Tak een adelaar tot zich en neemt bezit van de vogel. Hoewel dit zwakke lichaam het hooguit twee uur zal volhouden, is het genoeg voor een laatste wanhoopspoging te groep te beletten de ini te bereiken.
De groep gaat de mijn in, bewapend met zakken ANFO. Daar valt de bezeten adelaar David aan, en doodt zijn vader Ralph Carver wanneer die hem probeert te beschermen. Steven weet het beest te doden. Uiteindelijk besluit Johnny zich op te offeren, en betreedt met drie zakken ANFO en een motorhelm tegen de damp de grot, waarna hij afdaalt in de ini. Ondanks de dreigementen en beloften van Tak blaast Johnny de ini op en offert zich zodoende op voor God en de mensheid, zodat Tak nooit meer in deze wereld kan komen. David Carver treft in zijn zak een schoolpasje aan dat hij eerder van God had gekregen, met een boodschap van Johnny erop.